# 彼得格勒岛

彼得格勒岛（俄语：Петроградский остров）位于涅瓦河入海口涅瓦河三角洲，被涅瓦河、日当诺夫卡、小小涅瓦河、卡尔波夫卡、大小涅瓦河和克容维尔科斯基海峡环绕。是圣彼得堡市彼得格勒区最大的岛，也是涅瓦河三角洲的最大岛之一

## 概况
岛长约4.2公里，宽约2.5公里。

## 历史
14世纪，它曾以福明岛(俄语：属瑞典领土)的名称被记录于诺夫哥罗德地籍簿。因不同的历史归属，还有桦木岛(俄语：Березовый остров)桦树岛(俄语：Березовый остров)。
18世纪初(XVIII)还以城岛(俄语：Городский остров)的名称被记录与要塞的城墙上，同一时期使用的名称还有三一岛(俄语：Троицкий остров)(因岛上的圣三一教堂而得名)。
18世纪三十年代城岛以当时位居城市中心的地位被授予新兴城市的名字彼得堡岛(俄语：Петербургский остров)。1914年彼得堡岛与圣彼得堡市一并改名为彼得格勒(俄语：Петроградский остров)。20世纪60年代，彼得格勒岛南端的棉花岛(俄语：Ватный остров)被并入该岛，与彼得罗夫斯基岛、药岛和兔子岛一起被划分为彼得格勒区(历史分区)

## 人文地理
- 两条穿岛大街：石岛大街和大街(彼得格勒区)(区分与大街(瓦西里岛))
- 列宁格勒动物园
- 尤比列以内体育苑
- 文化宫(Ленсовета)
- 历史建筑.
- 教育机构
  - 圣彼得堡国立巴甫洛夫医科大学
  - 国家研究型信息技术、机械与光学大学
  - 莫扎伊斯基军事航天学院
  - 彼得大帝军事航天少年学院

以及数十家剧院和博物馆